# Bob Dole
Robert Joseph „Bob” Dole (n. 22 iulie 1923, Russell⁠(d), Kansas, SUA – d. 5 decembrie 2021, Washington, D.C., District of Columbia, SUA) a fost un politician american care a reprezentat Kansasul în Senatul Statelor Unite din 1969 până în 1996 și în Camera Reprezentanților din 1961 până în 1969. În alegerile prezidențiale din 1976, Dole a fost candidatul Partidului Republican pentru vice-președinte alături de atunci Președintele Gerald Ford. A candidat de două ori și la alegerile pentru nominalizarea republicană la funcția de președinte în 1980 și 1988, însă fără succes. În 1996, Dole a reușit să devină propunerea republicanilor pentru Președintele Statelor Unite, dar a pierdut alegerile generale în fața lui Bill Clinton.

## Legături externe
- Site oficial
- Dole, Robert Joseph, (1923 – )
- Bob Dole la Internet Movie Database
- Apariții pe C-SPAN